# Wilhelm von Levetzau
Wilhelm Frederik Ludvig Theodor von Levetzau (født 8. april 1820 i Flensborg, død 29. maj 1888 i Lübeck) var en holstensk amtmand, broder til Werner von Levetzau.

## Biografi
Han var en søn af overhofmarskal Joachim Godsche von Levetzau, var født 8. april 1820 i Flensborg, tog 1846 juridisk eksamen i Kiel og udnævntes samme år til kammerjunker og kancellist i Kabinetssekretariatet, 1850 til herredsfoged i Husby og Ny Herreder, 1851 til amtmand over Neumünster Amt, 1855 til kammerherre, 1857 til amtmand over Steinburg Amt samt overintendant over godset Drage, 1859 til Kommandør af Dannebrog. 1855, 1857 og 1859 var han kongelig kommissarius i den holstenske stænderforsamling. 1867 udnævnte den preussiske regering ham til landråd i Stormarn, og 1888 fik han sin afsked med titel af gehejmeregeringsråd. Han døde 29. maj 1888 i Lybek.
Han ægtede 1. gang (15. august 1849) Sophie Marie Asuntha Cathrine komtesse Blücher-Altona (1. juni 1827 – 5. oktober 1851), datter af kammerherre, hofchef Gustav greve Blücher-Altona; 2. gang (5. maj 1857) Mathilde Caroline komtesse Moltke (23. april 1832 – 5. april 1882), datter af Magnus Theodor greve Moltke.